# Gobernación de Al Mahwit
La gobernación de Al Mahwit (en árabe: المحويت) es uno de los estados de Yemen.
- Datos: Q388280
- Multimedia: Al Mahwit Governorate / Q388280